# Velká umělá řeka

Mapa

Velká umělá řeka (النهر الصناعي العظيم, Great Man-Made River) je síť podzemních potrubí s pitnou vodou vybudovaná v Libyi. Voda je přiváděna ze zvodní pod povrchem saharské pouště na hustě osídlené pobřeží Středozemního moře, kde je využívána ke spotřebě domácností i k zavlažování polí. Podle Guinnessovy knihy rekordů jde o největší projekt pro dopravu vody na světě. Celková délka potrubí dosahuje 2820 km, trubky mají čtyřmetrový průměr a přepraví se jimi až 6,5 milionu m³ vody. V poušti se nachází přes tisíc vrtů a voda je čerpána z hloubky více než 500 metrů. Součástí systému jsou také úpravny vod a velké asfaltové nádrže na jímání vody. Velká umělá řeka pokrývá sedmdesát procent libyjské spotřeby vody.
V padesátých letech dvacátého století byly při těžbě ropy v libyjském vnitrozemí nalezeny v místních pískovcích velké podzemní zásoby kvalitní vody, které se vytvořily v období pleistocénu. Tento zdroj mohl vyřešit dlouhodobý nedostatek vody v Libyi, která byla z velké části závislá na odsolování mořské vody. Stavbu potrubí schválil Velký lidový kongres v roce 1983, práce byly zahájeny o rok později a v září 1989 přišla do města Adžedábíja první voda. V další fázi výstavby bylo roku 1996 na síť připojeno také hlavní město Tripolis. Projekt byl financován libyjským státem a pracovaly na něm zahraniční firmy jako australská AMAC Group, německá KSB a jihokorejská Dong Ah, celkové náklady byly vyčísleny na 25 miliard amerických dolarů. Muammar Kaddáfí označil Velkou umělou řeku za osmý div světa, mapa projektu byla také vyobrazena na dvacetidinárové bankovce.
Po vypuknutí občanské války došlo k narušení dodávek vinou bojů i nedostatku financí. Sporná je také budoucnost Velké umělé řeky: podle původních odhadů měly podzemní zásoby vody vydržet několik tisíc let, avšak novější studie předpovídají při stávající spotřebě jejich vyčerpání do roku 2100.